# Kimola-Kanal
Der Kimola-Kanal (finn. Kimolan kanava) in Finnland ist sieben Kilometer lang und verbindet den Fluss Kymijoki über den See Konnivesi mit dem stromabwärts gelegenen See Pyhäjärvi. Der Kanal wurde gebaut, um den schwimmenden Holztransport zu ermöglichen. In Finnland hat die Flößerei bis heute noch eine große Bedeutung. Der Kanalbau begann 1962, der Kanal wurde im August 1966 eingeweiht. Die Wasserstraße wurde von der Regierung nach der damals modernsten Technik gebaut. Zu einem großen Teil wurde der Kanal 1999 außer Betrieb genommen, die letzten Baumstämme schwammen am 14. August 2002 durch den Kanal. 
Es gibt keine Schleusen aber in der Nähe eines Tunnels einen 12 m hohen Damm, an dem das Holz mit zwei 30 t Kränen herabgelassen wurde, um den Höhenunterschied zu überwinden. Derzeit wird der Kanal saniert und touristisch erschlossen. Die Kosten dafür werden auf 20,8 Millionen EUR geschätzt.

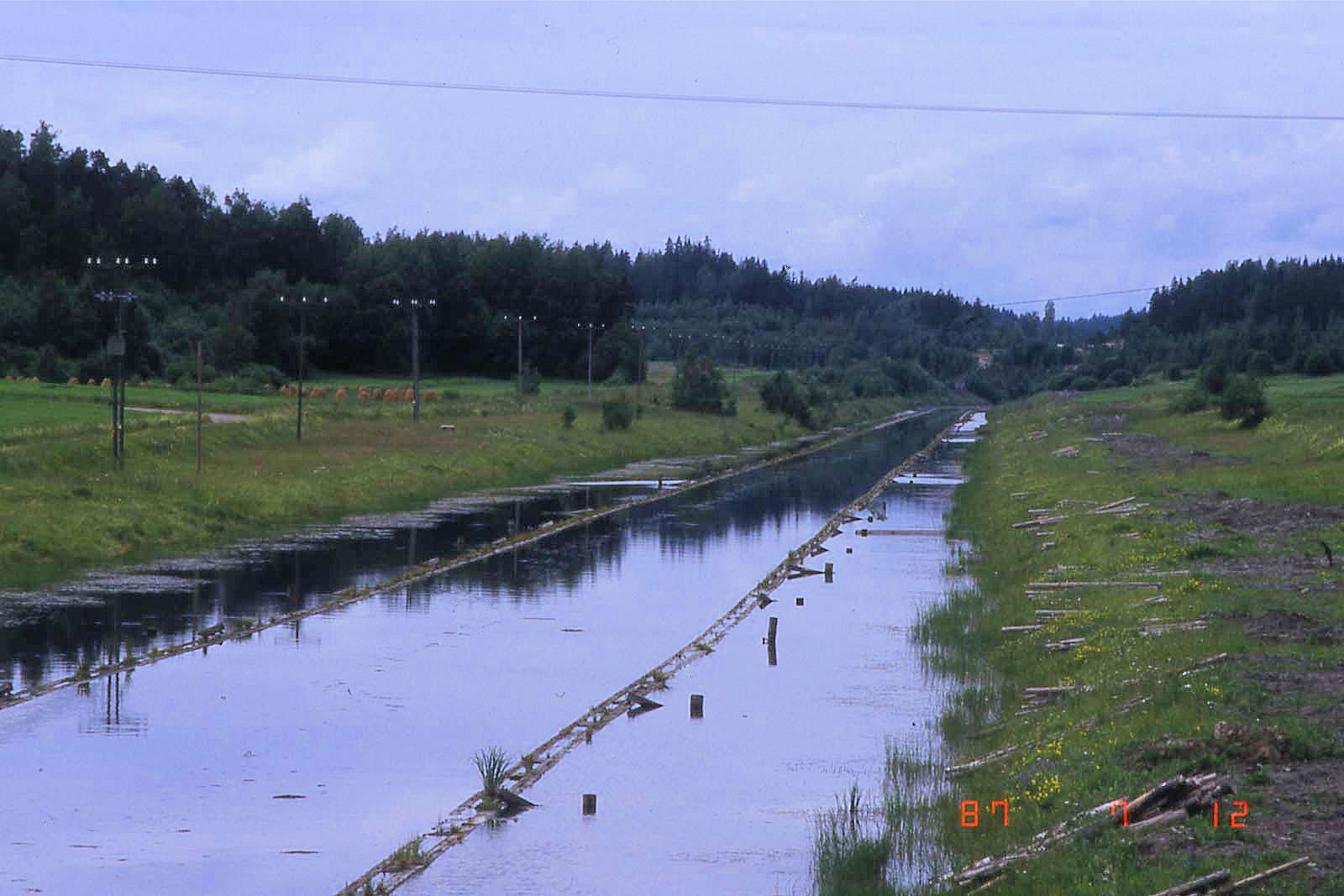
Kimola-Kanal, 1987
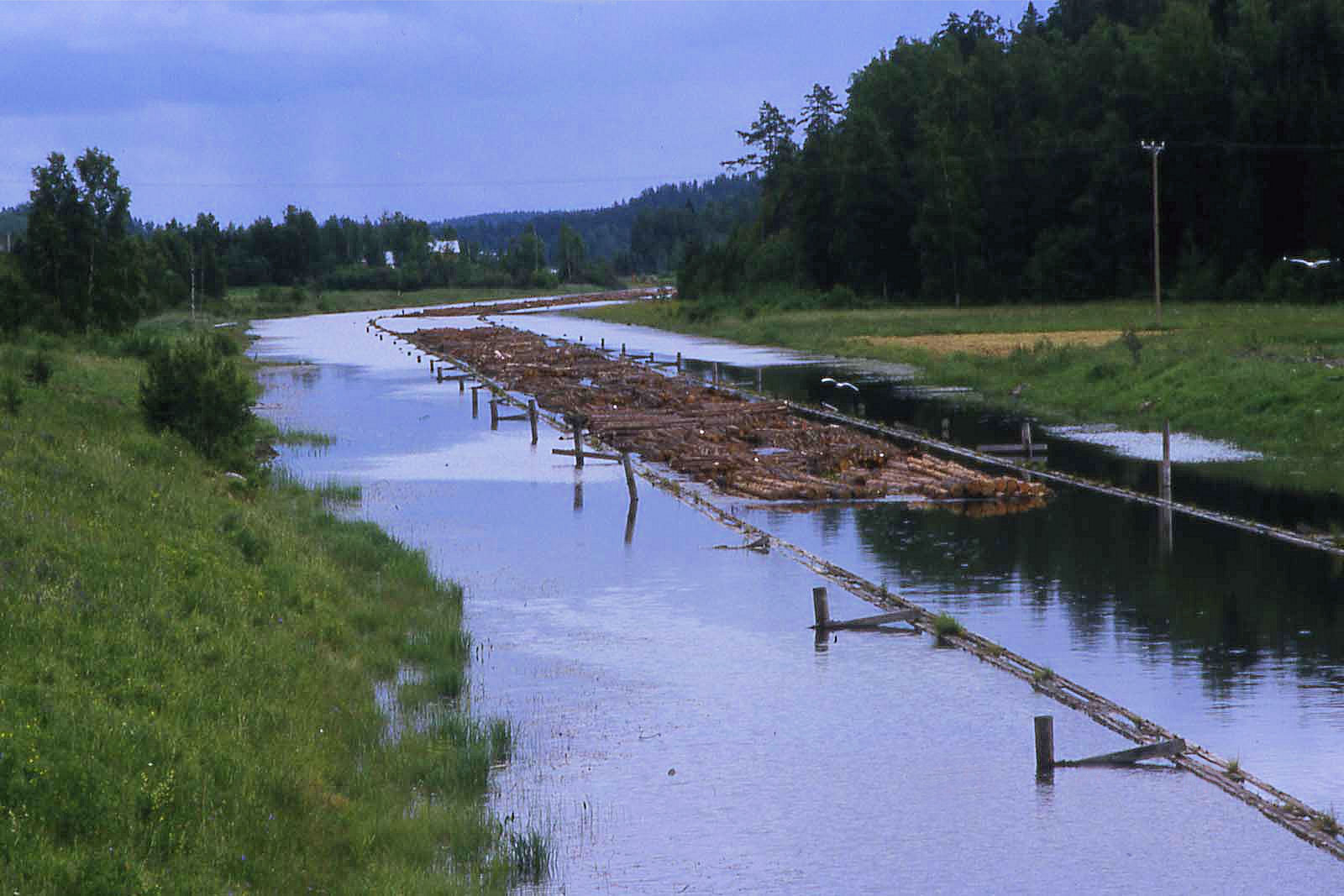
Kimola-Kanal, 1987
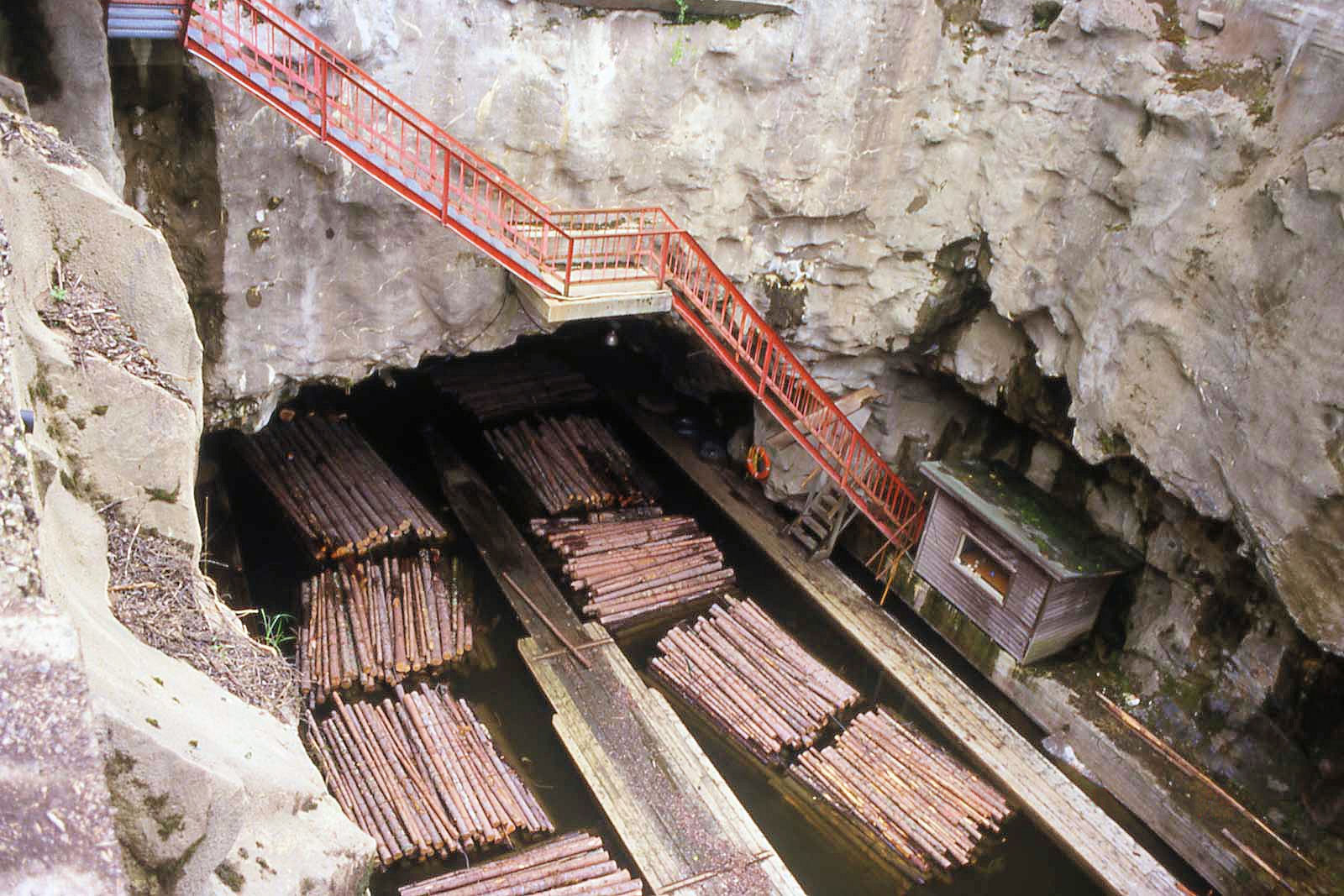
Tunnelportal, 1987
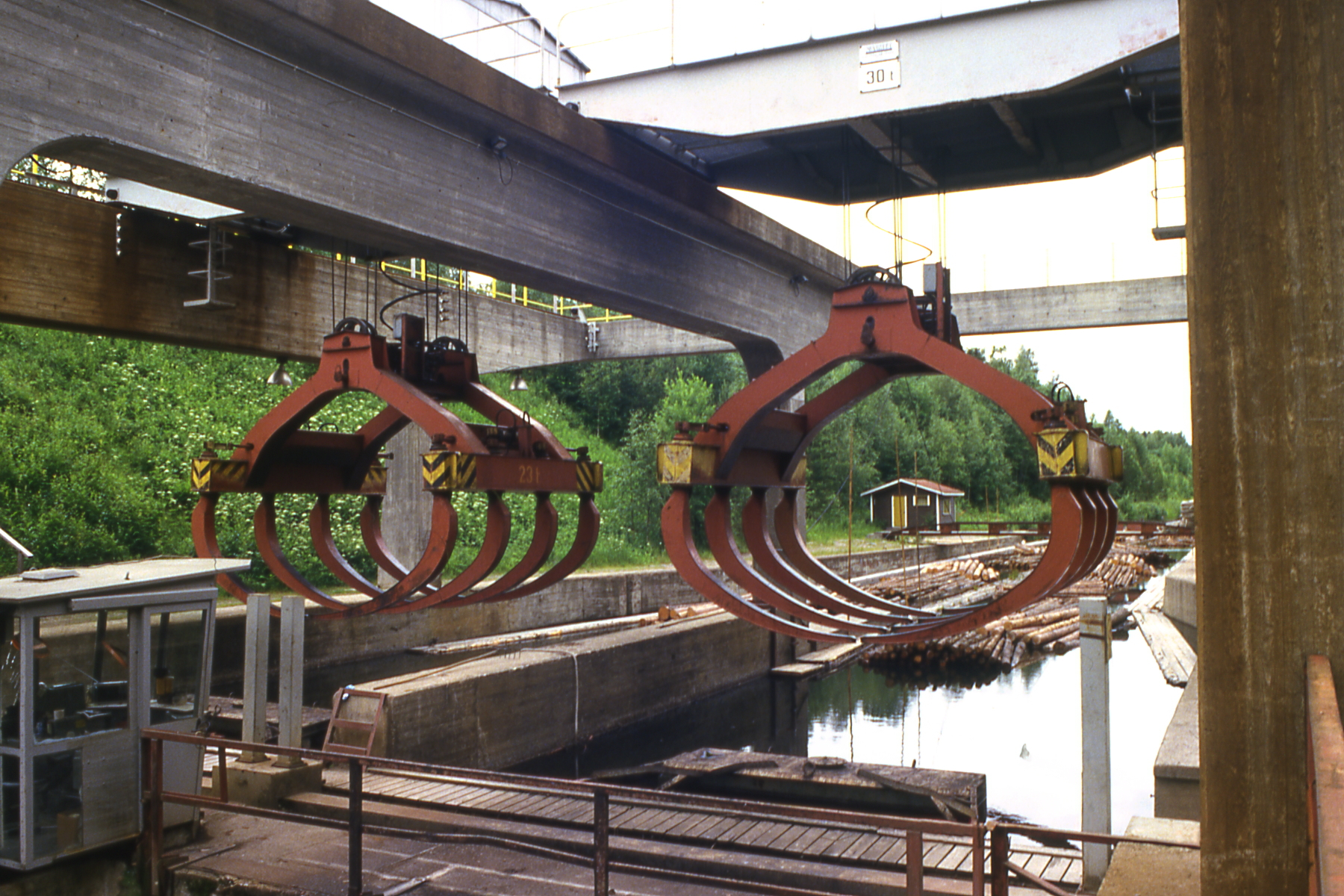
Kräne am Stauwehr, 1987
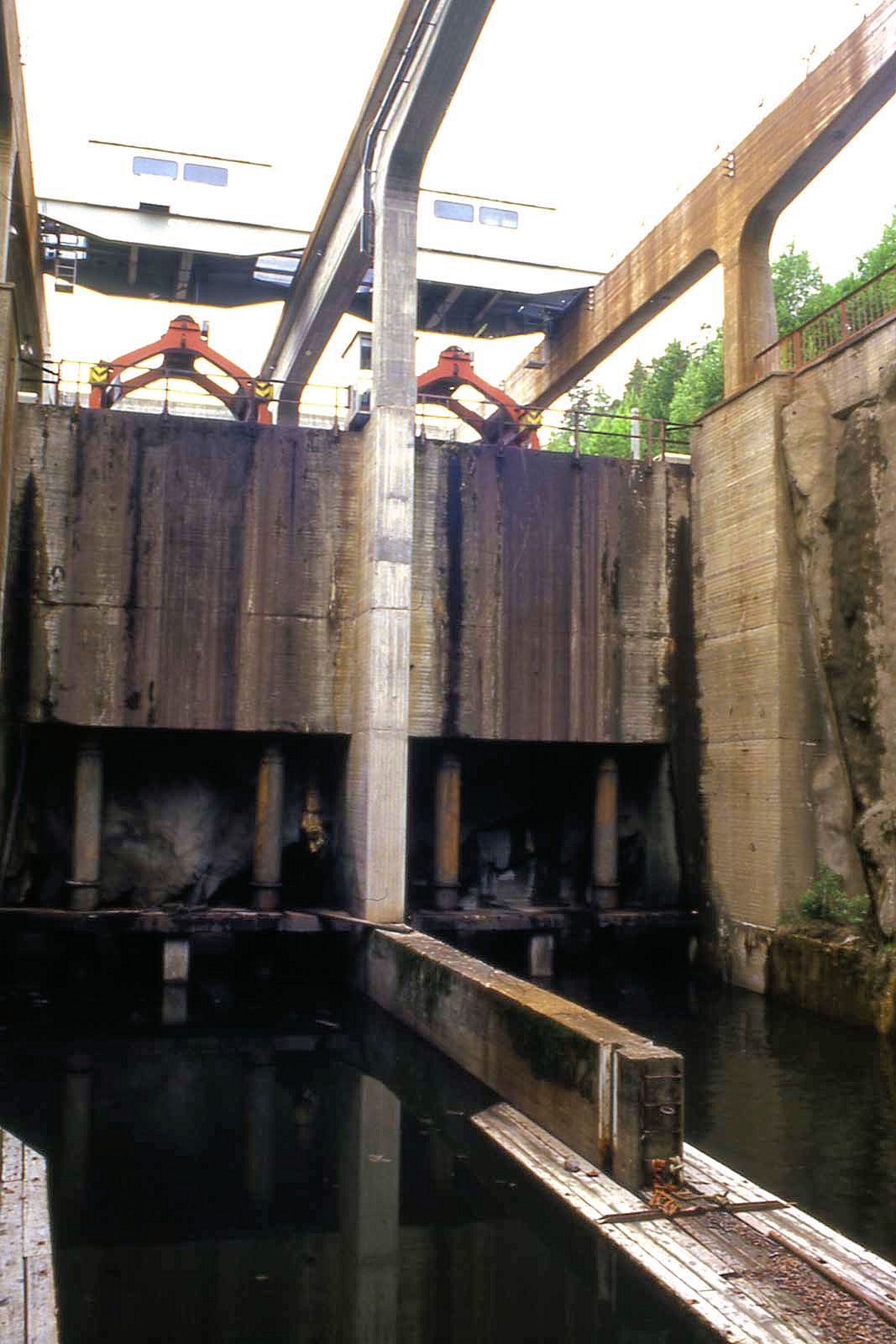
Stauwehr von unten, 1987
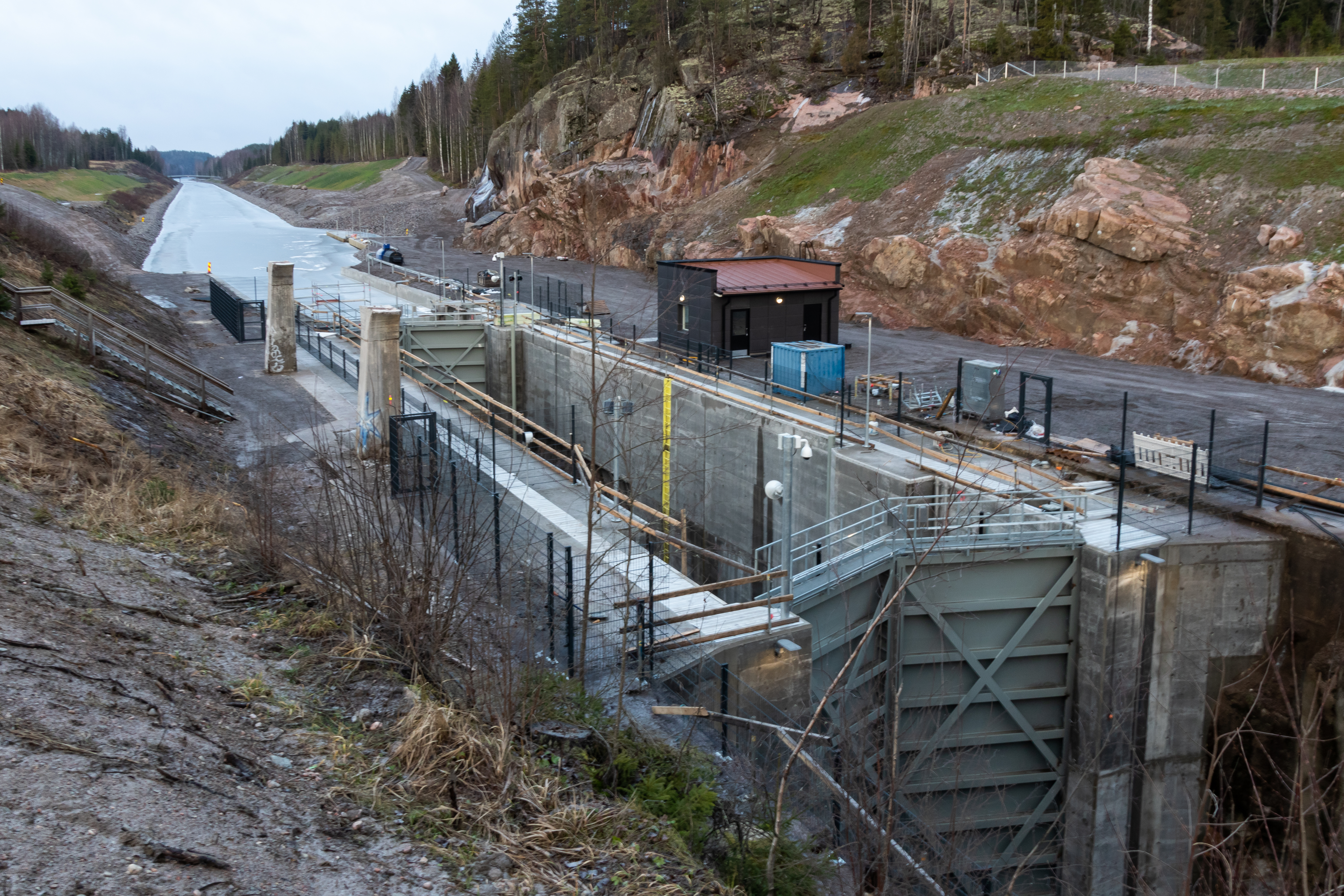
Kimola-Kanal, 2019
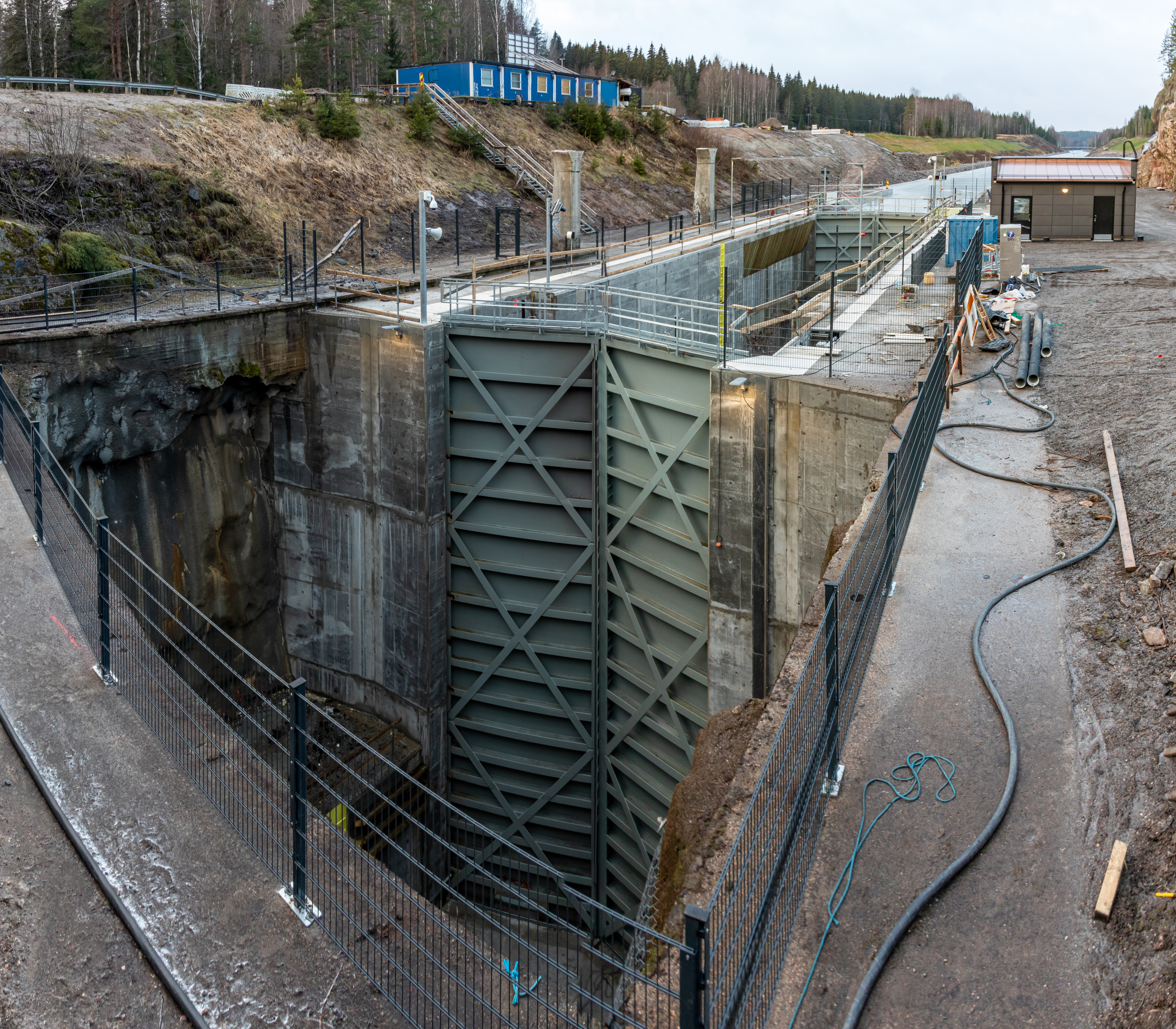
Kimola-Kanal, 2019

## Koordinaten
- Anfang: Konnivesi, 61° 4′ 44″ N, 26° 15′ 0″ O
- Ende: Pyhäjärvi, 61° 2′ 48″ N, 26° 19′ 48″ O